# Toulal
Toulal est une ville du Maroc ayant le statut de municipalité, qui dépend de la préfecture de Meknès et de la région de Fès-Meknès.

## Histoire
Toulal était un faubourg de Meknes peuplé par un guich berbère originaire du Sahara.

## Géographie
Toulal fait partie de la banlieue sud-ouest de la ville de Meknès.

## Démographie
De 1994 à 2004, sa population est passée de 12 668 à 13 852 habitants.

## Personnalité liée
- Haj Houcine Toulali, musicien né à Toulal en 1924